# Callibia
Callibia é uma espécie de louva-a-deus da família Acanthopidae. A Callibia contém apenas uma espécie, Callibia diana. 